# Ritratto di Carlo di Borbone in abiti da cacciatore
Il Ritratto di Carlo di Borbone in abiti da cacciatore è un dipinto olio su tela di Antonio Sebastiani, realizzato nella prima metà del XVIII secolo e conservato all'interno del Museo nazionale di Capodimonte, a Napoli.

## Storia e descrizione
Il ritratto è stato eseguito nella prima metà del XVIII secolo quando Carlo III di Spagna si trovava ancora nel Ducato di Parma e Piacenza o al massimo ai primi anni della sua reggenza del Regno di Napoli ed è stata realizzata dal pittore di corte Antonio Sebastiani. La tela è esposta nella sala 32 del Museo nazionale di Capodimonte, nella zona dell'Appartamento Reale della reggia di Capodimonte.
L'opera risulta essere la prima a ritrarre Carlo da giovane: si presenta in abiti da caccia, sua passione, di buona fattura ma semplici, privo di qualsiasi insegna di potere, e dalla carnagione bianca; ai suoi piedi il suo cane da caccia, sicuramente di sesso femminile, con le mammelle gonfie, mentre alle sue spalle un semplice paesaggio agrestre.